# Les Fradkin
Les Fradkin (Nueva York, 1951) es un guitarrista, tecladista, compositor y productor discográfico estadounidense, reconocido por su asociación con el musical de Broadway Beatlemanía y por su carrera como solista.

## Carrera

### Inicios
Fradkin nació en Nueva York y se crio en Riverdale. Su madre, una pianista profesional, le enseñó a tocar el instrumento en su infancia. Con el tiempo empezó a desarrollar habilidad tocando varios tipos de guitarras, convirtiéndose en músico profesional a finales de la década de 1960, destacándose como músico de sesión y compositor.

### Beatlemaníay trabajo en solitario
En 1976 audicionó para participar en el musical Beatlemanía, ganando su puesto para el rol de George Harrison. Con este musical brindó más de mil presentaciones con gran éxito y grabó un álbum para Arista Records titulado Beatlemania: The Album. A partir de entonces, trabajó con discográficas como Laurie Records, ESP, Trackbytrack Records y RRO Entertainment, además de publicar cerca de una veintena de álbumes en calidad de solista.